# Okrug Kosovo-Pomoravlje
| Косовскопоморавски Округ Kosovskopomoravski Okrug | Косовскопоморавски Округ Kosovskopomoravski Okrug |
| ------------------------------------------------- | ------------------------------------------------- |
| Staat:                                            | Serbien                                           |
| Fläche:                                           | 1.412 km²                                         |
| Hauptstadt:                                       | Gnjilane/Gjilan                                   |

Der Okrug Kosovo-Pomoravlje (serbisch Косовско-поморавски округ Kosovsko-pomoravski okrug) ist nach serbischer Auffassung ein Verwaltungsbezirk im Osten der Provinz Kosovo und Metochien.
Am 17. Februar 2008 hat das Parlament der Republik Kosovo die Unabhängigkeit von Serbien erklärt. Seitdem ist der Status international umstritten und die serbische Bezirkseinteilung nur noch theoretisch existent.
Das Gebiet besteht aus folgenden Großgemeinden:
- Kosovska Kamenica (albanisch Kamenica)
- Novo Brdo (albanisch Novobërda)
- Gnjilane (albanisch Gjilan)
- Vitina (albanisch Vitia)

Der Verwaltungssitz ist die Stadt Gnjilane.